# محاكمة بالنزال

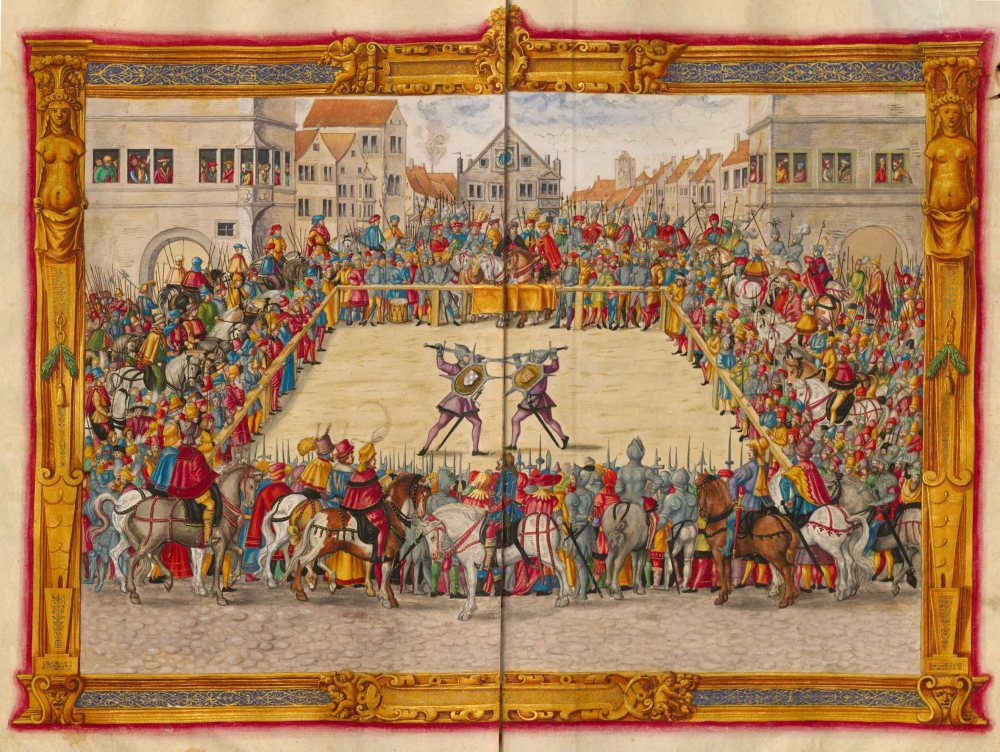
رسم أعد في أربعينيات القرن 15، ويظهر محاكمة بالنزال جرت في عام 1409 في مدينة آوغسبورغ.

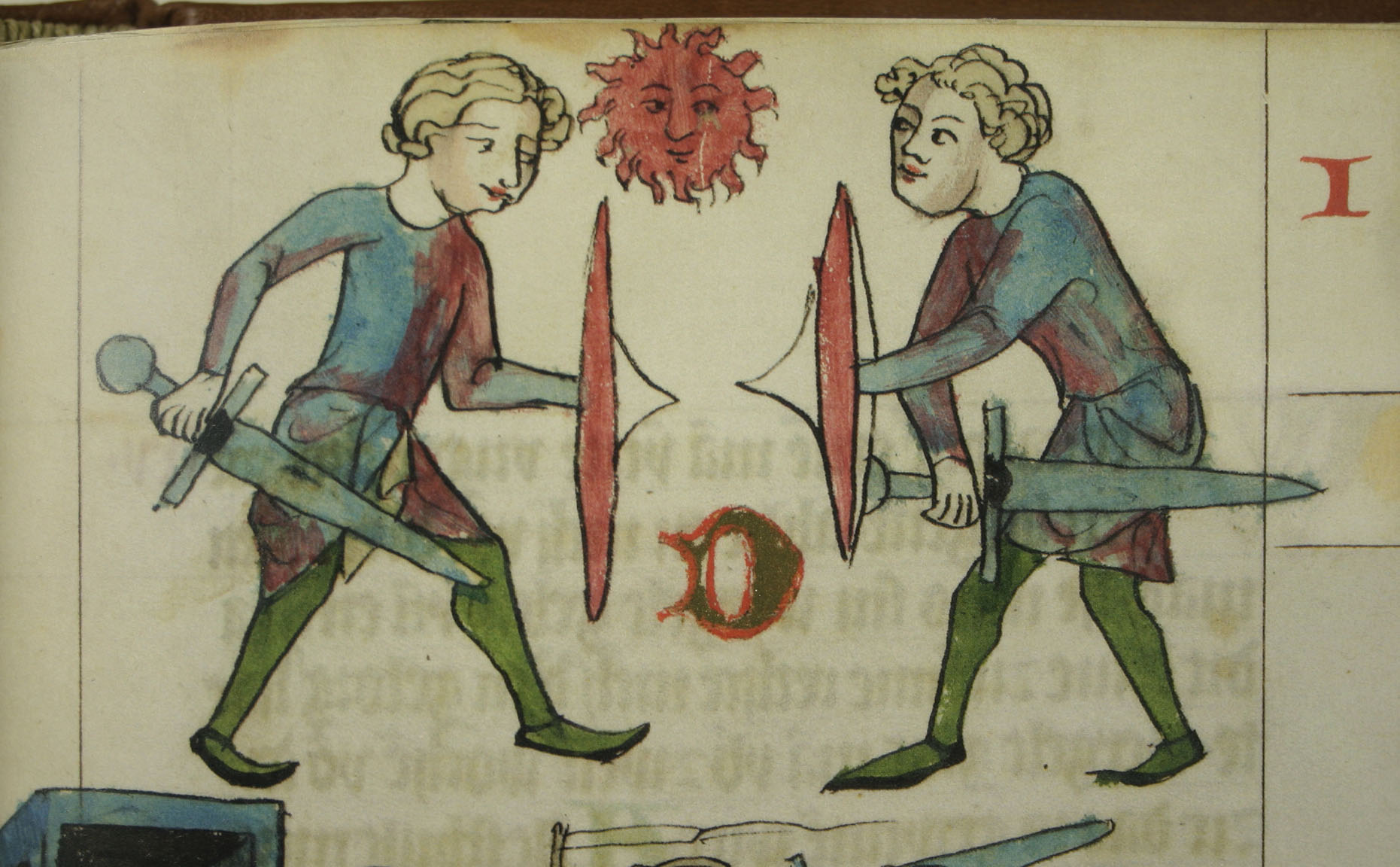
رسم لمحاكمة بالنزال، تعود إلى ما بين عامي 1295 و1363.

المحاكمة بالنزال أو المحاكمة بالقتال أو النزال القضائي هو أسلوب كان متبعاً في القانون الألماني لحسم خلافٍ أو اتهامٍ موجه إلى أحدهم في حال عدم وجود شهود لإثبات التهمة أو نفيها، أو عدم اعتراف المتهم بالتهمة الموجهة إليه. تجري المحاكمة بالنزال بإجراء معركةٍ بين الشخصين المتخاصِمَين عبر مبارزة بالسيوف، ويعلن الفائز بالنزال محقاً، وأما خصمه الخاسر فتثبت عليه التهمة. استعمل أسلوب المحاكمة بالنزال في قارة أوروبا طوال العصور الوسطى، إلا إنَّ استعماله أخذ بالاضمحلال بعد ذلك حتى اختفى نهائياً خلال القرن السادس عشر.

## النشأة
تختلف المحاكمة بالنزال عن المحاكمة بالتعذيب - المعروفة في الكثير من الثقافات - بأنها كانت تمارس بشكل أساسي في عادات الجرمان، كذلك، كانت تمارس أيضاً عند البرغنديين والفرنجة الريبواريين والألامانيين واللومبارديون والسويديون. من جهةٍ أخرى، لم تكن المحاكمة بالنزال معروفة في القانون الأنغلوسكسون والقانون الروماني، وكذلك لم تكن معروفة في التشريعات القديمة مثل التوراة وشريعة حمورابي.
سُنَّت المحاكمة بالنزال في الكثير من الدساتير القانونية الجرمانية. ولكونها نشأت في القانون القبلي الجرماني، فإن القوانين الإقليمية المختلفة في الإمبراطورية الكارولنجية - ولاحقاً الإمبراطورية الرومانية المقدسة - عملت على تخصيص العديد من الشروط والقوانين المتطلبة في المحاكمة بالنزال، مثل فرض أسلحةٍ معينة أو قواعد للمبارزة. على سبيل المثال، يخصص قانون «ليكس ألامانوروم» (بالألامانية: Lex Alamannorum) الألامانيون (الذي يعود إلى ما بين عامي 712 و730م) تشريعات دقيقة لكيفية المحاكمة بالنزال بين عائلتين مختصمتين بالحدود الفاصلة بين أرضيهما، ووفق القانون فتؤخذ في البداية قطعة من الأرض المختصم عليها وتوضع بين المتنافسَين، ويكون عليهما أن يلمسا هذه القطعة بسيفيهما، ويقسما بأنَّ ادعاءهما قانوني. ويتحمَّل الطرف الخاسر غرامة.
قرر لويس الورع ملك الفرنجة خلال فترة حكمه أن تكون المحاكمة بالنزال بإجراء المباراة بين الشهود المؤيدين لكلا الطرفين، عوضاً عن المتخاصِمَين نفسهما. وكذلك سمح في فترةٍ من الفترات باستعمال التعذيب بالصَّلب في حال محاكمة رجال الدين.